# Rumänische Badminton-Mannschaftsmeisterschaft
Rumänische Badminton-Mannschaftsmeisterschaften werden seit 1990 ausgetragen.

## Die Titelträger
| Saison    | Sieger                       |
| --------- | ---------------------------- |
| 1990      | Gloria Timișoara             |
| 1991      | Gloria Timișoara             |
| 1992      | Gloria Timișoara             |
| 1993      | Gloria Timișoara             |
| 1994      | Sportul Studentesc București |
| 1995      | Gloria Stimel Timișoara      |
| 1996      | Sportul Studentesc București |
| 1997      | Sportul Studentesc București |
| 1998      | CSS Sincorex Onesti          |
| 1999      | Gloria Stimel Timișoara      |
| 2000      | CS Știința Bacău             |
| 2001      | CS Universitatea Bacău       |
| 2002      | CS Universitatea Bacău       |
| 2003      | CS Știința Bacău             |
| 2004      | CS Știința Bacău             |
| 2005      | CS Știința Bacău             |
| 2006      | CS Știința Bacău             |
| 2007      | CS Știința Bacău             |
| 2008      | CS Știința Bacău             |
| 2009      | CS Știința Bacău             |
| 2010      | CS Știința Bacău             |
| 2011      | CS Știința Bacău             |
| 2012      | CS Știința Bacău             |
| 2013      | CS Știința Bacău             |
| 2014      | CS Știința Bacău             |
| 2015      | CS Știința Bacău             |
| 2016      | CS Știința Bacău             |
| 2017      | CS Știința Bacău             |
| 2018      | CS Știința Bacău             |
| 2019      | CS Știința Bacău             |
| 2020 2021 | keine Daten                  |
| 2022      | CS Știința Bacău             |
| 2023      | CS Știința Bacău             |
| 2024      | CS Politehnica Iași          |